# Rue de la Platière
La rue de la Platière est une voie du quartier des Terreaux dans le 1er arrondissement de Lyon, en France.

## Situation et accès

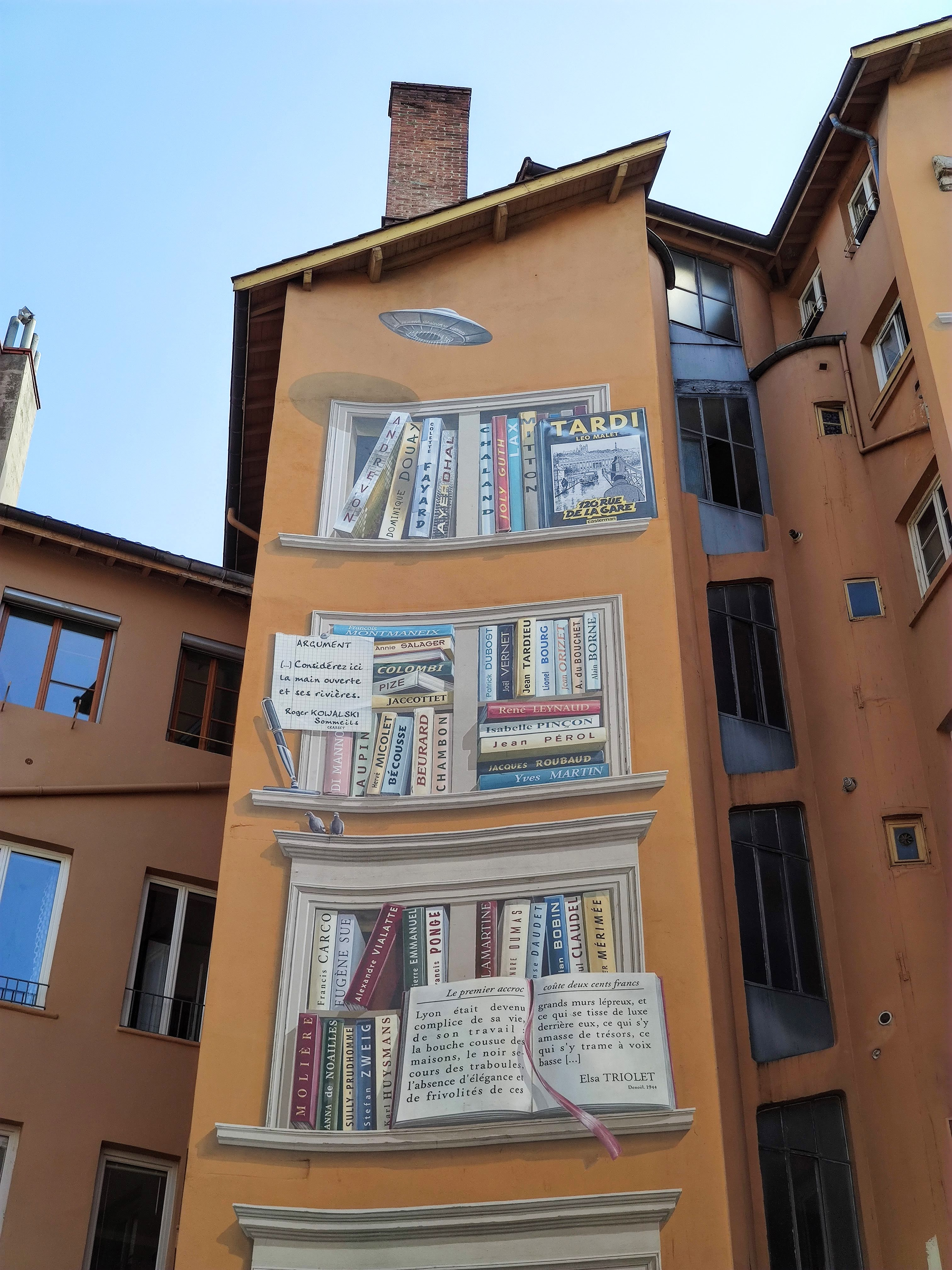
Quelques vers du poète lyonnais Roger Kowalski sur un mur peint de la rue.

La rue débute place Meissonnier et se termine quai de la Pêcherie. L'impasse de la Platière commence sur cette voie, la rue Lanterne la traverse et la rue Valfenière s'y termine. La circulation se fait dans le sens inverse de la numérotation. Un stationnement pour les deux-roues motorisés est disponible entre cette place et la rue Valfenière avec un stationnement des deux côtés pour les véhicules jusqu'à la rue Lanterne où se trouve un stationnement cyclable. Après la rue Lanterne, le stationnement est d'un seul côté. Un stationnement cyclable, pour les deux-roues motorisés et une station Vélo'v sont disponibles près du quai de la Pêcherie.

## Origine du nom
Ce nom vient du latin Platea qui signifie place publique, grande rue,.

## Histoire
Au Ve siècle, Eucher de Lyon fonde une recluserie avec une chapelle sous le vocable de Sainte-Marie au Bois, parce qu'elle est bâtie au milieu des arbres. Leidrade, sur la fin du VIIIe siècle, remplace la chapelle par une église. En 1080, Gébuin, archevêque de Lyon, en fait un prieuré et appelle les chanoines réguliers de Saint Ruf. Mais la ville s'étant étendue sur les rives de la Saône, on reconstruit l'église. On coupe une partie des arbres qui environnent la chapelle et la nouvelle église se trouve sur une place (platea en latin) d'où le nom d'église Notre-Dame de la Platière.
Avant 1855, cette rue comprenait la place de la Platière(entre l'actuel quai de la Pêcherie et la rue Lanterne) et la rue de la Palme (entre la rue Lanterne et l'actuelle place Meissonnier), ce nom de Palme provenait du nom d'une enseigne. 